# Elefantenfels

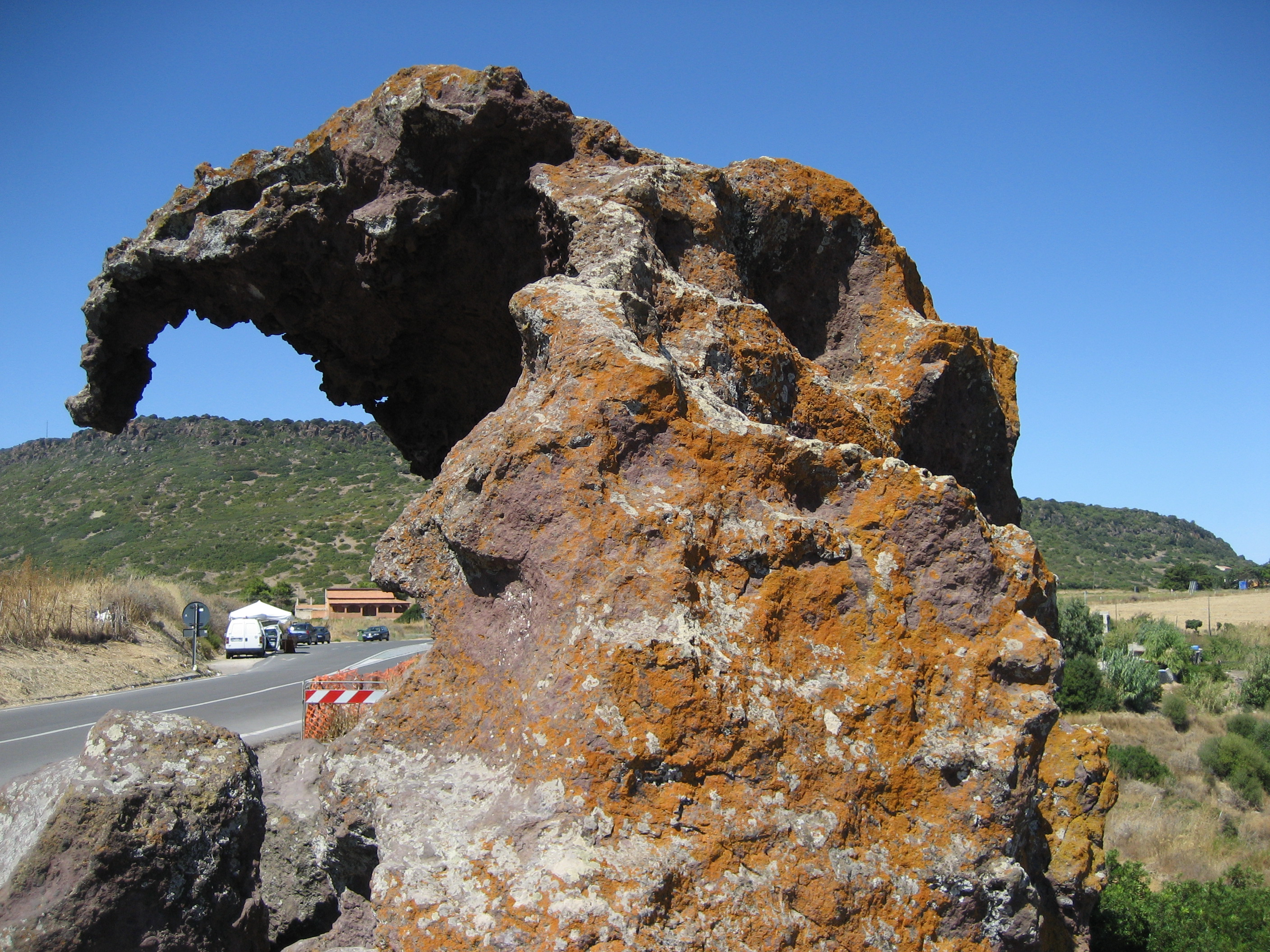
Roccia dell’elefante

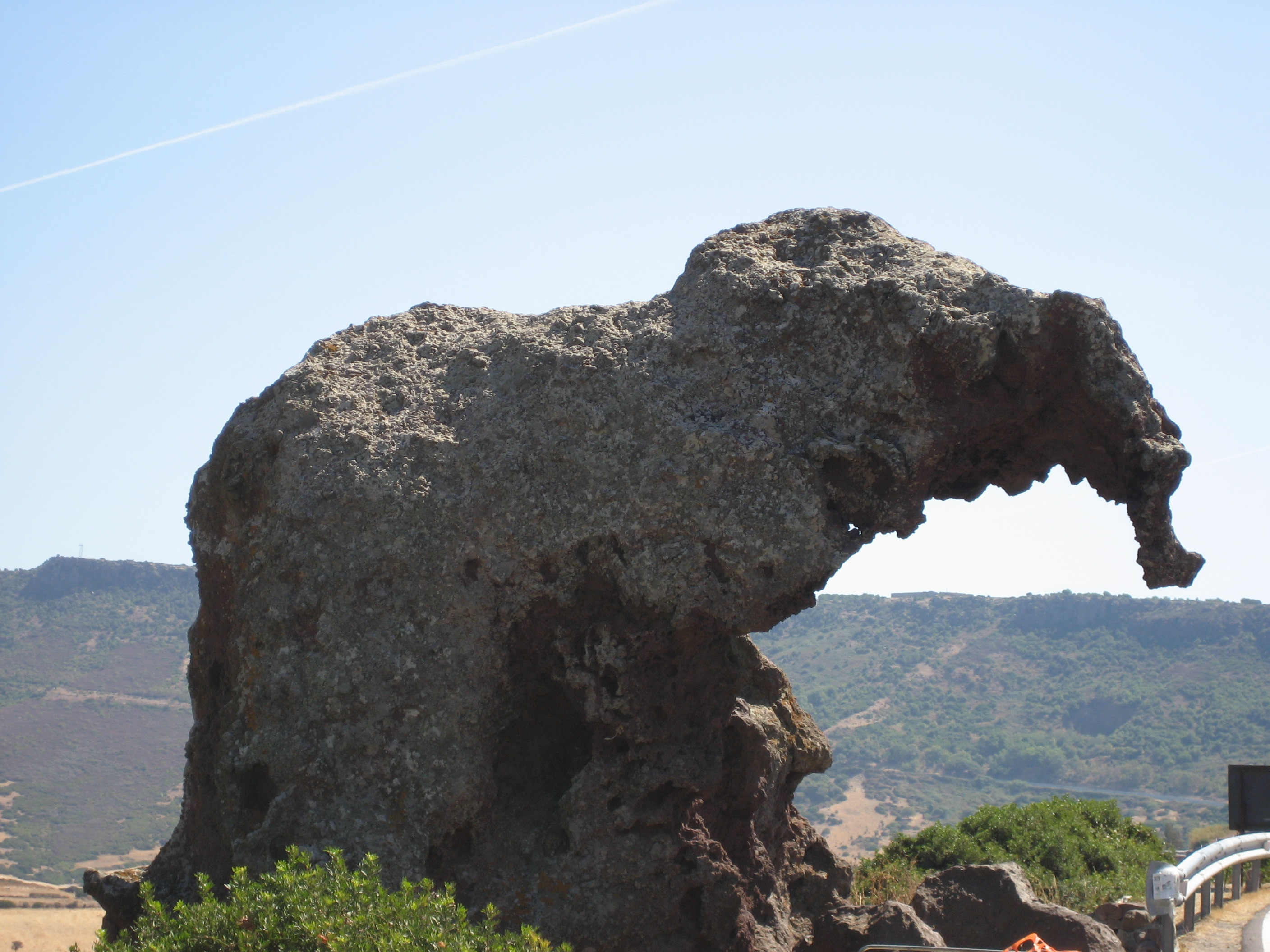
Roccia dell’elefante

Der Elefantenfels (italienisch Roccia dell’elefante) ist ein durch Verwitterung geformter, etwa 5 Meter hoher Felsbrocken, der aus einem geeigneten Blickwinkel betrachtet einem Elefanten ähnlich sieht. Er ist eine Sehenswürdigkeit Sardiniens und befindet sich etwa 5 Kilometer südöstlich von Castelsardo in der Metropolitanstadt Sassari.
Der bizarre Fels war schon zu Zeiten der Nuragher (etwa 1800–750 v. Chr.) eine Kultstätte. Die vorzeitlichen Sarden trieben kleine Nischen in den Fels, in denen sie in Aschenurnen ihre Toten beisetzten.